# 1994年至1995年NBA赛季
1994-95赛季是NBA第49个赛季，休斯顿火箭4:0横扫奥兰多魔术卫冕总冠军。

## 值得关注的事
- 休斯顿火箭成为夺得NBA总冠军排名最低的球队，火箭仅仅是西部六号种子。

- 1995年NBA全明星赛在亚利桑那州菲尼克斯的美国西部竞技场进行，西部明星队139-112击败东部明星队，萨克拉门托国王队的米奇·里奇蒙德获得MVP.

- 迈克尔·乔丹在赛季中回归芝加哥公牛队。由于他的23号球衣已经退役，乔丹选择了45号球衣。不过在季后赛第二轮对阵奥兰多魔术的比赛中，乔丹又穿回了23号球衣，直到他第二次退役。

- 曾经见证过无数辉煌的波士顿花园在本赛季结束后不再使用。

- 芝加哥公牛使用新主场联合中心。

- 克里夫兰骑士使用新主场岡德球館Gund Arena.

- 由于西雅圖中心競技場要大面积更新，西雅图超音速队把本赛季的主场比赛设在华盛顿州塔科马附近的Tacoma Dome.

- 格兰特·希尔成为首个新秀获得全明星赛票王的球员。

## 成绩

### 东部联盟
| 球队                | 胜 | 负 | 胜率 | 落后场次 |
| ------------------- | -- | -- | ---- | -------- |
| 奥兰多魔术（1）     | 57 | 25 | .695 | -        |
| 纽约尼克斯（3）     | 55 | 27 | .671 | 2        |
| 波士顿凯尔特人（8） | 35 | 47 | .427 | 22       |
| 迈阿密热火          | 32 | 50 | .390 | 25       |
| 新泽西网            | 30 | 52 | .366 | 27       |
| 费城76人            | 24 | 58 | .293 | 33       |
| 华盛顿子弹          | 21 | 61 | .256 | 36       |

| 球队                | 胜 | 负 | 胜率 | 落后场次 |
| ------------------- | -- | -- | ---- | -------- |
| 印第安那步行者（2） | 52 | 30 | .634 | -        |
| 夏洛特黄蜂（4）     | 50 | 32 | .610 | 2        |
| 芝加哥公牛（5）     | 47 | 35 | .573 | 5        |
| 克里夫兰骑士（6）   | 43 | 39 | .524 | 9        |
| 亚特兰大鹰（7）     | 42 | 40 | .512 | 10       |
| 密尔沃基雄鹿        | 34 | 48 | .415 | 18       |
| 底特律活塞          | 28 | 54 | .341 | 24       |

### 西部联盟
| 球队                | 胜 | 负 | 胜率 | 落后场次 |
| ------------------- | -- | -- | ---- | -------- |
| 圣安东尼奥马刺（1） | 62 | 20 | .756 | -        |
| 犹他爵士（3）       | 60 | 22 | .732 | 2        |
| 休斯顿火箭（6）     | 47 | 35 | .573 | 15       |
| 丹佛掘金（8）       | 41 | 41 | .500 | 21       |
| 達拉斯獨行俠        | 36 | 46 | .439 | 26       |
| 明尼苏达森林狼      | 21 | 61 | .256 | 41       |

| 球队              | 胜 | 负 | 胜率 | 落后场次 |
| ----------------- | -- | -- | ---- | -------- |
| 菲尼克斯太阳（2） | 59 | 23 | .720 | -        |
| 西雅图超音速（4） | 57 | 25 | .695 | 2        |
| 洛杉矶湖人（5）   | 48 | 34 | .585 | 11       |
| 波特兰开拓者（7） | 44 | 38 | .537 | 15       |
| 萨克拉门托国王    | 39 | 43 | .476 | 20       |
| 金州勇士          | 26 | 56 | .317 | 33       |
| 洛杉矶快船        | 17 | 65 | .207 | 42       |

|  | 赛区冠军 |

|  | 进入季后赛 |

(1)-（8）种子排名

## 个人数据统计
| -            | 球员            | 球队           | -     |
| 平均每场得分 | 沙奎尔·奥尼尔   | 奥兰多魔术     | 29.3  |
| 平均每场篮板 | 丹尼斯·罗德曼   | 圣安东尼奥马刺 | 16.8  |
| 平均每场助攻 | 约翰·斯托克顿   | 犹他爵士       | 12.3  |
| 平均每场抢断 | 斯科特·皮蓬     | 芝加哥公牛     | 2.9   |
| 平均每场盖帽 | 迪肯贝·穆托姆博 | 丹佛掘金       | 3.9   |
| 投篮命中率   | 克里斯·加特林   | 金州勇士       | 63.3% |
| 罚篮命中率   | 斯伯特·韦伯     | 萨克拉门托国王 | 93.4% |
| 三分命中率   | 史蒂夫·科尔     | 芝加哥公牛     | 52.4% |

## NBA奖项
- 最有价值球员：大卫·罗宾逊（圣安东尼奥马刺）
- 最佳新秀：贾森·基德（達拉斯獨行俠）/格兰特·希尔（底特律活塞）
- 最佳防守球员：迪肯贝·穆托姆博（丹佛掘金）
- 最佳第六人：安东尼·梅森（纽约尼克斯）
- 进步最快球员：达纳·巴罗斯（费城76人）
- 最佳教练：德尔·哈里斯（洛杉矶湖人）

NBA最佳第一阵容：
- 前锋-卡尔·马龙（犹他爵士）
- 前锋-斯科特·皮蓬（芝加哥公牛）
- 中锋-大卫·罗宾逊（圣安东尼奥马刺）
- 后卫-约翰·斯托克顿（犹他爵士）
- 后卫-安芬尼·哈德威（奥兰多魔术）

NBA最佳第二阵容：
- 前锋-查尔斯·巴克利（菲尼克斯太阳）
- 前锋-肖恩·坎普（西雅图超音速）
- 中锋-沙奎尔·奥尼尔（奥兰多魔术）
- 后卫-加里·佩顿（西雅图超音速）
- 后卫-米奇·里奇蒙德（萨克拉门托国王）

NBA最佳第三阵容：
- 前锋-德特夫·史伦夫（西雅图超音速）
- 前锋-丹尼斯·罗德曼（圣安东尼奥马刺）
- 中锋-哈基姆·奥拉朱旺（休斯顿火箭）
- 后卫-雷杰·米勒（印第安那步行者）
- 后卫-克莱德·德雷克斯勒（休斯顿火箭）

NBA最佳防守阵容：
- 前锋-丹尼斯·罗德曼（圣安东尼奥马刺）
- 前锋-斯科特·皮蓬（芝加哥公牛）
- 中锋-大卫·罗宾逊（圣安东尼奥马刺）
- 后卫-加里·佩顿（西雅图超音速）
- 后卫-穆奇·布雷洛克（亚特兰大鹰）

NBA最佳防守第二阵容：
- 前锋-德里克·麦奇（印第安那步行者）
- 前锋-霍里斯·格兰特（奥兰多魔术）
- 中锋-迪肯贝·穆托姆博（丹佛掘金）
- 后卫-內特·麦克米兰（西雅图超音速）
- 后卫-约翰·斯托克顿（犹他爵士）

NBA最佳新秀阵容：
- 贾森·基德（達拉斯獨行俠）
- 格兰特·希尔（底特律活塞）
- 埃迪·琼斯（洛杉矶湖人）
- 布莱恩·格兰特（萨克拉门托国王）
- 格伦·罗宾逊（密尔沃基雄鹿）

NBA最佳新秀第二阵容：
- 朱万·霍华德（华盛顿子弹）
- 唐耶尔·马绍尔（明尼苏达森林狼）
- 埃里克·蒙特罗斯（波士顿凯尔特人）
- 韦斯利·佩尔森（菲尼克斯太阳）
- 杰伦·罗斯（丹佛掘金）
- 沙朗·莱特（费城76人）